# El inocente (película de 1956)
El inocente es una película de comedia y romance mexicana de 1956 dirigida por Rogelio A. González y protagonizada por Pedro Infante, Silvia Pinal y Sara García. Esta película es recordada como una película especial de celebración de Fin de Año y la llegada del Año Nuevo.

## Argumento
Después de pelearse con su novio en la Nochevieja, la rica y caprichosa Mané (Silvia Pinal) sale furiosa rumbo a Cuernavaca para encontrarse con sus padres. El auto se descompone en la carretera. La joven recibe ayuda del mecánico Cutberto Gaudázar "Cruci" (Pedro Infante). Tras comprobar que la avería del carro es seria, Cruci ofrece llevar a Mané de vuelta a la Ciudad de México. Al llegar a su casa, la joven invita al mecánico a celebrar el Año Nuevo, sin imaginarse que la inocente velada terminará en verdaderos problemas.
Los padres de Mané (Sara García y Óscar Ortiz de Pinedo) llegan a la casa de México para encontrarse con que su hija y el mecánico están dormidos en la misma cama y pensando lo peor, determinan que deben casarse para limpiar el honor de su hija y de la familia para después, divorciarse. Se casan y deciden tener su supuesta luna de miel en Acapulco, Guerrero. Sin embargo, cuando la pareja llega, Cruci se sorprende al ver a sus suegros y a su cuñado (Armando Sáenz) en la casa de campo, quienes comienzan a cometer una serie de malos tratos contra él; mientras tanto, el mecánico lucha por conquistar a su ahora esposa, quien lo desprecia. "Cruci", cansado de los malos tratos, decide regresar a México y volver a su trabajo con los mecánicos. La mamá de Mané lo busca para hablar del divorcio pero para llegar a un arreglo, él exige hablar solamente con su esposa.
Cuando comienzan a hablar, Cruci le exige a Mané que para darle el divorcio, debe pasar un día completo con él a solas. Ella, con el afán de obtener el divorcio, acepta el trato y acude al día siguiente. Él, como la ama demasiado para hacerla sufrir, decide darle el divorcio después de una serie de pruebas sencillas y que dejan a Mané muy sorprendida. Al final, en la fiesta de cumpleaños de su mamá, ella (al tener una plática con su hermano) se da cuenta de que en realidad sí ama a Cruci por lo que decide buscarlo. Acude a una gasolinera y pide que le saquen a su auto el agua y el aceite para desbielar el motor, y así repetir la historia de su encuentro con Cruci.
Finalmente llega al lugar donde conoció a Cruci por primera vez, para hacer que él acuda, pero es otro mecánico el que acude en su ayuda. Mané se pone a llorar amargamente y le cuenta al mecánico su historia y admite (con ayuda del mecánico) que está enamorada de Cruci; para su sorpresa éste sale de la cajuela del auto del otro mecánico (había sospechado que el auto averiado era el de Mané y decidió esconderse en la cajuela para saber qué estaba pasando) y le revela a Mané que él también está enamorado de ella. La pareja se besa apasionadamente dentro del auto de Mané, mientras éste es remolcado por el otro mecánico, terminando así la película.

## Producción
El rodaje comenzó el 8 de junio de 1955 y se estrenó hasta el 20 de septiembre de 1956. Rogelio González supo integrar a Pedro Infante, quien había realizado películas de corte dramático durante la década de los cuarenta, dentro de una comedia, ya a mediados de los años cincuenta.

## Reparto
- Pedro Infante - Cutberto Gaudázar, "Cruci"
- Silvia Pinal - Mané
- Sara García - madre de Mané
- Óscar Ortiz de Pinedo - Don Rogelio, padre de Mané
- Armando Sáenz - Alberto
- Félix González - Raúl
- Maruja Grifell - madre de Alberto
- Pedro de Aguillón - mecánico
- Ramón Valdés «Don Ramón» - mecánico
- Antonio Bravo- invitado
- Lupe Andrade - invitada
- Trío Samperio - mecánicos

## Recepción
Estuvo durante siete semanas en cartelera y su estreno tuvo lugar en el desaparecido Cine México. 

## Premios

### Premio Ariel
Pedro de Aguillón ganó el Ariel por Mejor Actor de Cuadro en la XII Edición, en 1957.

## Lista de canciones
Fuente:
| Canción           | Autor                             |
| Juegos infantiles | Trío Avileño                      |
| Mi último fracaso | Alfredo Gil                       |
| La Verdolaga      | Rubén Fuentes                     |
| No volveré        | Manuel Esperón y Ernesto Cortázar |

## Adaptación
En 1968, se realizó una readaptación de esta película titulada Romeo contra Julieta, protagonizada por Angélica María (como Mané) y Alberto Vázquez (como "Cruci").